# 锡伊勒隆
锡伊勒隆（法語：Silly-le-Long，法語發音：[siji lə lɔ̃]）是法国瓦兹省的一个市镇，属于桑利斯区。

## 地理
锡伊勒隆（49°6'25"N, 2°47'30"E）面积11.35 平方千米，位于法国上法蘭西大區瓦兹省，该省份为法国北部内陆省份，北起索姆省，西接厄尔省和滨海塞纳省，南至塞纳-马恩省和瓦兹河谷省，东临埃纳省。
与锡伊勒隆接壤的市镇（或旧市镇、城区）包括：瓦斯里、圣帕蒂、蒙塔尼圣费利西泰、楠特伊勒欧杜安、奥涅、勒普莱西贝尔维尔。
锡伊勒隆的时区为UTC+01:00、UTC+02:00（夏令时）。

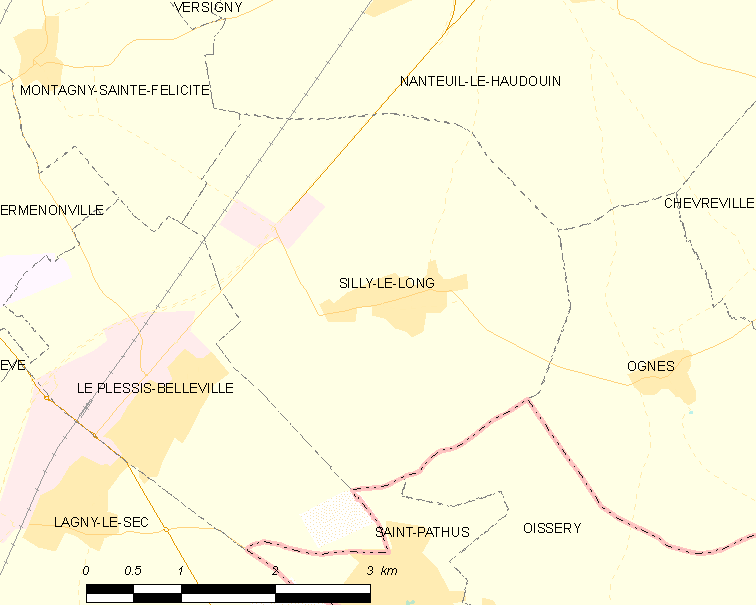
锡伊勒隆的OSM定位图

## 行政
锡伊勒隆的邮政编码为60330，INSEE市镇编码为60619。

## 政治
锡伊勒隆所属的省级选区为楠特伊勒欧杜安县。

## 人口

1962-2008年间锡伊勒隆人口变化图示

锡伊勒隆于2022年1月1日时的人口数量为1206人。